# جورج واشنطن بال
جورج واشنطن بال (بالإنجليزية: George Washington Ball)‏ هو محامي وسياسي أمريكي، ولد في 7 يونيو 1847 بمقاطعة جيفيرسون في الولايات المتحدة، وتوفي في 18 يوليو 1915 بآيوا سيتي في الولايات المتحدة. حزبياً، نشط في Iowa Democratic Party ‏. وقد انتخب عضو مجلس نواب ولاية ايوا (1886 – 1887) وانتخب عضو مجلس ولاية آيوا ( – 1904).